# Petřička a Žak
Petřička a Žak, ve francouzském originále Pierrette et Jacquot, je opereta o jednom dějství francouzského skladatele Jacquese Offenbacha na libreto Julese Noriaca a Philippa Gilla z roku 1876. Premiéru měla až 13. října 1876 v pařížském divadle Théâtre des Bouffes-Parisiens.

## Vznik, historie a charakteristika
Jacques Offenbach se 20. července 1876 vrátil z amerického turné, které mu sice přineslo úspěch a velmi potřebné finanční ulehčení, ale nemálo podlomilo jeho zdraví. Již po cestě pracoval na dvou větších projektech, totiž dvou tříaktových děl žánru opéra bouffe pro Théâtre des Bouffes-Parisiens (Mléčník, premiéra 3. listopadu 1876) a Théâtre des Variétés (Doktor Ox, premiéra 26. ledna 1877). Přesto na sebe vzal další úkol: na jeho doporučení totiž ředitel Bouffes-Parisiens Charles Comte angažoval sestry Cécile a Esther Grégoirovy ze slavné herecké rodiny a Offenbach pro jejich debut chtěl napsat krátký kus – „spíše skeč než operetu“. Pro libreto angažoval dva autory, se kterými právě tak jako tak spolupracoval – Julese Noriaca, libretistu Mléčníku, a Philippa Gilla, libretistu Doktora Oxe. Podle legendy libretistům řekl: „Na to jedno dějství, o kterém jsem mluvil, potřebujeme čtyřiadvacet hodin; to dělá osm hodin na každého. A osm volných hodin za den se dá vždy najít!“ A tak prý byla opereta – jejíž původní název byl Le Sauveteur, tj. „zachránce“ – načrtnuta u snídaně, text byl napsán po obědě, texty písní byly zveršovány při večeři a Offenbach napsal svou „partiturku“ večer před spaním.
Premiéra Petřičky a Žaka se konala 13. října 1876; na programu včera ji doprovázely Offenbachovy kusy Pan Karfiol si dovoluje pozvat… a Šlehačkový dort a Monsieur Landry Julese Duprata, jeden z mála velkých úspěchů z počátků Bouffes-Parisiens (z roku 1856), které nepocházely z Offenbachova pera. Od listopadu však byla hrána nejčastěji jako úvodní kus („lever de rideau“) k Mléčníku. Úspěch se nedostavil, debutantky sestry Grégoirovy si obecenstvo nezískaly. Edmond Stoullig v Les Annales du théâtre et de la musique referoval, že „tyto slečny měly pramalý úspěch jedna jako druhá“, a káral Jacquese Offenbacha za „špatnou radu“ divadlu: jeho tolikrát prokázaný nos na talenty tentokrát zklamal. Přestože hudba byla přijata příznivě, kus dosáhl 55 představení spíše kvůli spojení s Mléčníkem než z vlastních sil.
Offenbachův životopisec Jean-Claude Yon shledává zápletku Petřičky a Žaka banální, ale bez vulgární fraškovitosti; český Offenbachův životopisec Miroslav Šulc jí vytýkal „muzeální humor“. Celkově málo objemná partitura se omezuje na krátkou introdukci a pět hudebních čísel, z nichž jisté popularity dosáhla zejména obě čísla pro sestry Grégoirovy – savojské rondo a dopisový duet.
Petřička a Žak patří k nejméně hraným Offenbachovým dílům. Nedorazila ani do Vídně, jinak tradičního výchozího bodu pro rozšíření Offenbachových děl ve střední Evropě, a tím spíše ani do českých zemí. Uvedla ji však Opera Buffo ve Varšavě roku 1919 pod názvem Dzieci Saubadii (premiéra 11. června 1919, v kombinaci s Mozartovým Divadelním ředitelem). V současnosti se hraje jen velmi ojediněle, nicméně díky inscenační nenáročnosti se jí ujímají menší hudební divadla (např. roku 2014 operní divadlo v Malmö) nebo divadla hudebních škol (např. roku 2015 Conservatoire de musique Pierre-Tabart v Chinonu). Roku 2017 ji společnost pod vedením offenbachovského badatele Jeana-Christopha Kecka uvedla koncertně ve foyer Théâtre de l'Odéon v Marseille.

## Osoby a první obsazení
| osoba                | hlasový obor | světová premiéra (13.10.1876)         |
| -------------------- | ------------ | ------------------------------------- |
| Cyrille Durand       | baryton      | Daubray (vl. jm. Michel René Thibaut) |
| Pierrette (Petřička) | soprán       | Cécile Grégoire                       |
| Jacquot (Žak)        | soprán       | Esther Grégoire                       |
| Madame Patacha       | mezzosoprán  | Adèle Cuine                           |
| Sluha                | mluvená role | Sanson                                |
| Dirigent:            | Dirigent:    | Jacques Offenbach                     |

## Děj operety
(Měšťanský salón pana Cyrilla Duranda) Pan Durand je zcela normální, poměrně zámožný občan, ale má jednu věc, která ho trápí. Kdysi si jej lidé spletli s člověkem, který na ulici zastavil kočár se splašeným koněm, a přes jeho protesty mu udělili medaili za záchranu života. Od té doby se pan Durand snaží provést něco, čím by si tuto poctu zpětně zasloužil. Nejen že se stal členem řady dobročinných spolků, ale přestěhoval se do domu na nábřeží Seiny, ze svého okna pozoruje řeku a čeká, až se někdo začne topit, aby ho mohl zachránit. Rovněž se prochází po nejrůznějších křižovatkách, aby se stal svědkem nějaké nehody, kde by bylo možno poskytnout první pomoc.
Jeho pověst lidumila mezitím využívají různí lidé, například vdova Patachaová, která jej chce přesvědčit k osvojení čínských sirotků. Ta právě přichází. Prvním tématem hovoru je, proč je pan Durand ve svém věku stále mládencem. A pan Durand by se i oženil, jenže váhá – žen by bylo dost, ale každá se mu zdá příliš mladá, nebo ne dost… Paní Patachaová mu dává podrobně zdůvodněnou radu, aby si vzal ženu zralého, zhruba jejího věku – a pan Durand přitakává (č. 1 kuplety Nous avons la femme à vingt ans). Avšak když přijde řeč na čínské sirotky, vzpouzí se. A přitom je známo, že má již jako osvojitel zkušenosti. Před třemi lety se ujal zbídačeného chlapce Jacquota ze Savojska, Durandova rodného kraje, kterého našel na ulici. Dal ho na učení k zámečníkovi, financuje ho a dohlíží na jeho výchovu. A před dvěma lety se podobně ujal jisté zanedbané dívenky z provincie, Pierrette. Dnes, jako každou neděli, očekává oba mladé lidi k obědu.
Sotva pan Durand dovypráví, přicházejí Jacquot a Pierrette ke svému „kmotrovi“ a básničkou mu blahopřejí ke jmeninám. Durand si prohlíží své svěřence a zdá se mu, že Pierrette od minula zvláště vyrostla a zkrásněla. To se paní Patachaové nemile dotýká a chce odejít, ale Durand ji zadržuje: dnes s nimi musí zůstat na oběd, bude se mluvit o svatbě. Paní Patachaová je polichocena, a to tím více, že se jí Durand nabízí doprovodit na nákupy (třeba se mu přitom podaří nachomýtnout k nějaké dopravní nehodě…).
Pierrette a Jacquot zůstávají sami. Jsou v choulostivé situaci: už dávno se milují a chtěli by se vzít, ale nemají peníze za založení domácnosti a museli by svého dobrodince požádat o příspěvek. Navíc mají špatné svědomí, že ho podvedli: Pierrette je ve skutečnosti Jacquotova sestřenka, také ze Savojska, a na dobromyslného Duranda ji nasměroval Jacquot, nikoli náhoda. Jenže teď se musí rozhodnout, už dále se svatbou nemohou otálet (č. 2 Jacquotovy kuplety a duet Peux-tu parler d'attendre).
Jacquot odbíhá připravit překvapení, které si ke „kmotrovým“ jmeninám připravili, a zanechává Pierrette, aby Duranda taktně připravila na jejich prosbu. Ale hovor v náznacích vyvolá nemalé nedorozumění: dobrodinec propadne iluzi, že Pierrettina náklonnost patří jemu, zatímco ona se domnívá, že ji podporuje ve sňatku s Jacquotem. Když se Pierrette vzdálí, rozhoduje se Durand vyslyšet dívčiny city. Novinku o svém rozhodnutí k ženitbě vzápětí sděluje paní Patachaové, jež se ovšem domnívá, že vyvolenou je ona, a odpovídá s upejpavým ostychem. Všichni se chystají k obědu.
Pierrette a Jacquot se objeví v savojských krojích – to je ono překvapení. Čtveřice nejprve obědvá a pak Pierrette a Jacquot předvádějí lidový zpěv a tanec (č. 3 kvartet a ronde savoyarde À table, mes amis… Allons les gars et les filles). Poté Durand ohlašuje svou svatbu a také Pierrettinu svatbu – obojí vyvolá zdvořilý zájem. Ten se změní v úžas, když z Durandova přípitku vyplyne, že se má jednat o jeden a tentýž obřad. Oba mladí lidé upadají ze šoku do mdlob a jen paní Patachaová zůstává při smyslech, byť značně rozrušených. Než stačí Durandovi pronést pár upřímných slov do duše, zahlédne hostitel oknem shluk lidí na břehu řeky a pádí ven, aby se konečně stal zachráncem života.
Paní Patachaová rychle vyzví od mladého páru, jak se věci ve skutečnosti mají, a vyběhne za Durandem. Jacquot a Pierrette jsou přesvědčeni, že s dobrodiním pana Duranda vůči nim je konec, a sepisují omluvný dopis na rozloučenou (č. 4 dopisový duet Mon cher parrain notr' bienfaiteur). Než však stačí odejít, přivádí paní Patachaová na kost promočeného Duranda. Ten se svou akcí jen zesměšnil – do vody totiž spadl jeho vlastní pes, a navíc nakonec nevytáhl ze Seiny on psa, ale pes jeho… Ale pobyt v chladné vodě nebyl nazmar, alespoň se mu rozjasnilo v hlavě. Je více než kdy jindy rozhodnut se oženit, ale jeho pravou vyvolenou je paní Patachaová. A svatbu Jacquota a Pierrette rád zařídí také. Mladý pár mu padá kolem krku a shoduje se, že pan Durand si plně zaslouží svůj titul „zachránce“ (č. 5 finále Nous venons monsieur et madame).

## Nahrávky
- 1974 (nahrávka ORTF; LP 1977 Unique Opera Records Corporation UORC 351). Zpívají: (Pierrette) Lina Dachary, (Jacquot) Jean-Claude Orliac, (Patachaová) Magda Liermann, (Durand) Joseph Peyron. Orchestre lyrique de l'ORTF řídí Alain Pâris.[9]